# فورلي
فورلي (بالإيطالية: Forlì)‏، مدينة في الجزء الشمالي الشرقي من وسط إيطاليا في إقليم إميليا رومانيا ضمن الجزء المسمى رومانيا سكانها حوالي 112.477 نسمة وهي عاصمة مقاطعة فورلي تشيزينا.
اشتهرت بأنها مسقط راس الرسام الكبير ميلوتشو دا فورلي والمؤرخ الإنساني فلافيو بيوندو ومن الاطباء المشهورين جيرونيمو وميركوريالي وجوفاني باتيستا مورغاني.
الزعيم الفاشي بينيتو موسوليني ولد قرب فورلي في مدينة بريدابيو.

## السكان
في سنة 1861 بلغ عدد السكان 37٬477 نسمة، وتطور العدد ليصل في سنة 2011 لـ 116٬434 نسمة.
يظهر هذا المخطط البياني تطور النمو السكاني لـ فورلي

## التاريخ

### العصر القديم
محيط فورلي كانت مأهولا بالسكان منذ العصر الحجري : اكتشف في موقع بلفيدير مونتي بوجولو آلاف من أدوات صوانية في طبقات مؤرخة قبل 800000 سنة، وهو ما يشير إلى أن صناعة الأدوات الحجرية الحادة تعود ما قبل المرحلة الآشيولية بالعصر الحجري.
حسب الأسطورة، فإن القنصل ماركوس ليفيوس ساليناتور أسس مدينة فورلي في عام 188 قبل الميلاد، وهو الذي واجه هاسدروبال وهزمه على ضفة نهر ميتاورو (207 قبل الميلاد). دمرت المدينة القديمة في عام 88 قبل الميلاد أثناء حروب ماريوس وسولا الأهلية، وأعاد بناؤها القاضي ليفيوس كلوديوس بعد ذلك. يزعم تيتوس ليفيوس أنها كانت متوسط الحجم وتنتج منتجات الزراعية وصلت إلى السوق عبر طريق إميليا.

### العصور الوسطى
بعد انهيار الغرب، شكلت المدينة جزءا من ممتلكات أودواكر، ثم مملكة القوط الشرقيين قبل أن تنئى بنفسها عن السلطة البيزنطية في إكسرخسية رافينا.

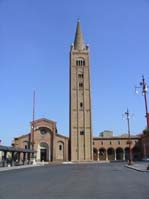
دير سان ميركوريالي

كان القديس ميركورياليس أسقف المدينة (توفى عام 406)، وقد كـُرست له إحدى الكنائس الرئيسية.
تنازع عليها اللومبارديون واستولوا عليها مراراً في أعوام 665 و728 و742. وأخيرا انضمنت إلى الدولة البابوية عام 757 كجزء من تبرع بيبين.
بحلول القرن التاسع وربما قبل ذلك، انتزعت السيطرة من أساقفتها وأعلنت كأحد المدن-الدول الإيطالية المستقلة، وهي البلديات التي سجلت انطلاق أول عملية إحياء للحياة الحضرية الإيطالية. أصبحت فورلي جمهورية للمرة الأولى عام 889. خلال صراع غويلفي وغيبيليني في القرون الوسطى، وقفت فورلي جزئياً مع الغيبلينيين كوسيلة للحفاظ على استقلالها بدلا من ولائهم للسلطة البابوية آنذاك. وأيدت جميع أباطرة الرومانية المقدسة في مغامراتها في إيطاليا. كان أشرس منافسيها فاينسا وبولونيا. حاول البابوات عبر القرون استعادت سيطرتهم على فورلي بالعنف ترة وبالإغراء تارة.
في الواقع أن المنافسة المحلية كانت مرتبطة بالولاءات: عام 1241 خلال صراع فريدريك الثاني مع البابا غريغوريوس التاسع قدم شعب فورلي دعمهم وولاءهم إلى فريدريك الثاني خلال استيلاءهم على المدينة فاينسا المنافسة، وكعربون امتنان منحهم إضافة نسر هوهنشتاوفن إلى شعارهم البلدي إلى جانب مزايا أخرى. مع انهيار سلطة هوهنشتاوفن عام 1257، اضطر غويدو دا مونتيفيلترو الأول الملازم الإمبراطوري الأوفي للجوء إلى فورلي، معقل قوة الغيبلينيين السياسية الوحيد المتبقي في إيطاليا. وقبل منصب قائد الشعب وأكسب فورلي بعض الانتصارات الملحوظة: ضد البولونيين في جسر سان بروكولو يوم 15 يونيو 1275 ؛ وضد قوات غويلفية المتحالفة بما في ذلك قوات فلورنسية في تشيفيتيلا يوم 14 نوفمبر 1276 ؛ وفي فورلي نفسها ضد فرقة فرنسية قوية أرسلها البابا مارتن الرابع في 15 مايو 1282 في معركة ذكرها دانتي ألغييري (الذي استضافه سكاربيتا أورديلافي في المدينة عام 1303). في عام 1282 كان يقود فورلي قوات غويدو دا مونتيفيلترو. كان المنجم الشهير غويدو بوناتي (و أيضا مستشار الإمبراطور فريدريك الثاني) أحد مستشاريه.
و في السنة التالية أُجبر مجلس الشيوخ المدينة المنهك على الانصياع إلى السلطة البابوية وطالب من غويدو ترك منصبه. وقدمت البلدية مباشرةً كوندوتييرو محلي بدلا من قبول ممثل عن السلطة البابوية المباشرة، وأعلن سيموني ميستاغويرا نفسه سيداً لفورلي. ولم ينجح سلميا في تحويل السيادة الجديدة إلى وراثية، ومع ذلك انتقلت سيادة فورلي إلى ماغيناردو باغانو ثم إلى أوغوتشيوني ديلا فاجوولا (1297) وغيرهما، حتى استلم زمام السلطة عائلة أورديلافي عام 1302.
دعمت الفصائل المحلية والبابوية العائلة المخلوعة عدة مرات، في عامي 1327 و1329 ومرة أخرى 1359 و1375، وفي تقلبات أخرى للأحداث طرد الأساقفة من فبل آل أورديلافي. في تلك الفترة أيضا اضطر الموسيقار الشهير أوغولينو دا أورفيتو للهرب من فورلي ذاهبا إلى فيرارا. استمر آل أورديلافي حتى عصر النهضة جاهدين للحفاظ على حيازة المدينة وريفها، وخاصة ضد محاولات البابوية الاستعادة سلطتها، ولكن أحيانا تقع الحروب الاهليه بين أفراد الأسرة. وأحيانا قاتلوا ككوندوتييريين لحساب دول أخرى للحصول على الأموال لحماية أو تزيين فورلي.

### فورلي الحديثة
أكثر أفراد آل أورديلافي شهرةً كان بينو الثالث الذي حكم فورلي من عام 1466 إلى عام 1480. كان بينو حاكما لا يرحم ؛ غير انه أثرى المدينة بأسوار ومباني جديدة وكان راعيا للفن. بعد وفاته عن عمر يناهز الأربعين عاما ربما مسموما ضعفت حالة فورلي من قتال فرق جيش أورديلافي بعضهم بعضا، حتى أعطى البابا سيكتوس الرابع السيادة لابن أخيه جيرولامو رياريو. رياريو كان متزوجا من كاتيرينا سفوزا سيدة فورلي التي لا تقهر والتي اتربط اسمها بآخر أيام فورلي المستقلة. استولى آل فيسكونتي على فورلي عام 1488، ثم جاء دور تشيزري بورجا سنة 1499 وبعد موته خضعت بشكل مباشر للبابا أكثر من أي وقت مضى (باستثناء فترة قصيرة من عودة أورديلافي في عام 1503-1504).
انتهى اختفاء فورلي من التاريخ الأوسع في حزيران يونيو عام 1796 بدخول قوات جاكوبين الفرنسي للمدينة، في حين حل نابليون بها في 7 فبراير سنة 1797. شاركت فورلي بالقرن التاسع عشر في الكفاح من أجل توحيد إيطاليا : حيث أن بييرو مارونشيلي وأوريليو سافي ولدا في فورلي.
في 16 أبريل سنة 1988، قتلت الألوية الحمراء الإيطالية السناتور روبيرتو روفيلي في فورلي، وهو أحد مستشاري رئيس الوزراء تشيرياكو دي ميتا.

## أبرزالمعالم
- قصر البلدي، بني حوالي عام 1000 على أنقاض برج، في 1412 أصبح تم توسيعه لسكن أسرة أورديلافي. أعيد تصميم واجهة الحالى ة في القرن التاسع عشر. ويتضمن جداريات من أعمال فرانشيسكو مينزوكي فيليتشي جاني، جيرولامو ريدجاني وباولو انيلي.
- Palazzo del Podestà قصر العمدة.
- ' قصر ألبيرتيني
- Palazzo Paolucci-Piazza قصر باولوتشي بياتسا (القرن السابع عشر)
- Monte di Pietà جبل الرحمة (القرن السادس عشر)
- قصر غادي به جداريات لفيليتشي جاني
- القلعة رافالدينو، بنتها أسرة أورديلافي وتشتهر بالقتال بين كاتيرينا سفورسا كمدافع وتشيزري بورجا في الهجوم.